# Zameioscirpus gaimardioides
Zameioscirpus gaimardioides är en halvgräsart som först beskrevs av Étienne-Émile Desvaux, och fick sitt nu gällande namn av Dhooge och Paul Goetghebeur. Zameioscirpus gaimardioides ingår i släktet Zameioscirpus och familjen halvgräs. Inga underarter finns listade i Catalogue of Life.